# Diecezja warszawsko-płocka

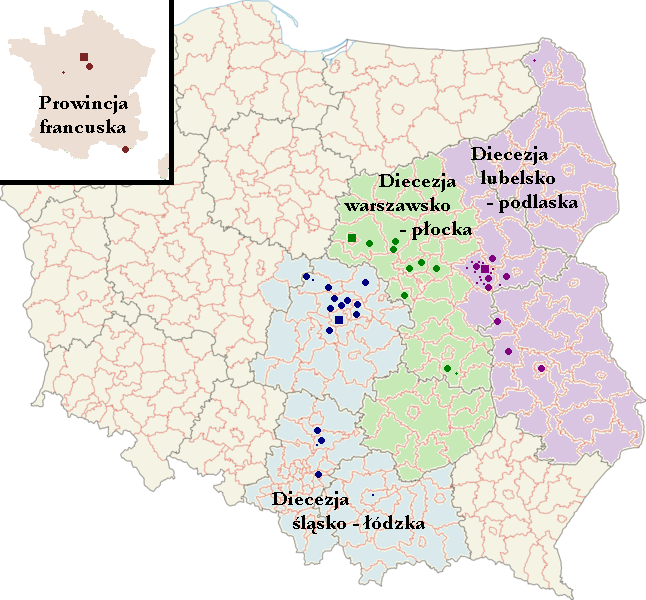
Podział administracyjny Kościoła Starokatolickiego Mariawitów w RP

Diecezja warszawsko-płocka – jedna z trzech diecezji Kościoła Starokatolickiego Mariawitów w Polsce, ze stolicą w Płocku.
Diecezja skupia wyznawców z południowej, centralnej i zachodniej części województwa mazowieckiego i z województwa świętokrzyskiego. Duchowni diecezji swoją opieką duszpasterską obejmują także diasporę mariawicką w Polsce.

## Główna świątynia
- Świątynia Miłosierdzia i Miłości w Płocku

## Parafie
- parafia Trójcy Przenajświętszej w Błoniu, proboszcz: kapł. Michał Maria Fabian Wylazłowski
- parafia św. Jana Chrzciciela w Lesznie, proboszcz: kapł. Michał Maria Fabian Wylazłowski
- parafia Trójcy Przenajświętszej w Lutkówce, proboszcz:  kapł. Grzegorz Maria Dominik Miller
- parafia Nawiedzenia św. Elżbiety przez Najświętszą Maryję Pannę w Pepłowie, proboszcz: kapł. Dariusz Maria Gabriel Grabarczyk
- parafia katedralna Przenajświętszego Sakramentu w Płocku, proboszcz: bp Maria Jan Opala
  - cmentarz mariawicki w Płocku
  - cmentarz mariawicki w Filipowie
- parafia Świętych Apostołów Piotra i Pawła w Radzyminku, proboszcz: kapł. Kamil Maria Marcin Kolasiński
- parafia św. Anny w Raszewie Dworskim, proboszcz: kapł. Kamil Maria Marcin Kolasiński
- parafia Matki Boskiej Nieustającej Pomocy w Warszawie, proboszcz: kapł. Grzegorz Maria Dominik Miller
  - cmentarz mariawicki w Warszawie
  - cmentarz mariawicki w Górce Powielińskiej
  - kościół Przenajświętszego Sakramentu w Warszawie (zburzony)
- parafia Przemienienia Pańskiego w Wierzbicy, proboszcz: bp Marek Maria Karol Babi
  - cmentarz mariawicki w Prędocinie
  - diaspora w Krakowie i Nowym Sączu (nabożeństwa w kościele ewangelicko-augsburskim w Krakowie i w Nowym Sączu)
  - diaspora w Radomiu (nabożeństwa w kościele ewangelicko-augsburskim w Radomiu)

## Kancelaria diecezjalna
- Kancelaria diecezji i Biskupa Naczelnego
- ul. Kazimierza Wielkiego 27, 09-400 Płock